# 花瓶子乡
花瓶子乡是中国陕西省商洛市丹凤县下辖的一个乡。

## 行政区划
花瓶子乡下辖以下行政区：
赵湾村、石门村、油房坪村、花中村、过凤楼村、苏河村、双河村、粉塬村